# Calliandra dendroidea
Calliandra dendroidea är en ärtväxtart som beskrevs av Stephen Andrew Renvoize. Calliandra dendroidea ingår i släktet Calliandra och familjen ärtväxter. Inga underarter finns listade i Catalogue of Life.